# 나라 클럽
나라 클럽(일본어: 奈良クラブ)은 일본 나라현 나라시에 위치한 축구 클럽으로 현재 J3리그에 참여하고 있다.

## 역사
1991년 도난 클럽(都南クラブ)이라는 이름으로 창단한 뒤 나라현 축구 협회에 가입했고 이후 1997년 나라현 최상위 리그에 올라섰다.
그리고 2008년 구단명을 나라 클럽으로 변경한 후 이듬해인 2009년 일본 지역 리그로 승격했고 2014년 전국 지역 축구 리그 결승 대회에서 우승을 차지하며 2015년 일본 풋볼 리그로 진출했으며 2022년 일본 풋볼 리그에서도 우승을 차지하며 J3리그 승격에 성공했다.

## 수상
- 일본 풋볼 리그 : 우승 (2022)

## 선수 명단

### 현역
참고: FIFA 자격 규정에 따라 소속된 국가대표팀 국기를 표시합니다. 선수는 복수의 FIFA 비회원국 국적을 가지고 있을 수 있습니다.
| 번호 | 포지션 | 국적 | 이름   |
| ---- | ------ | ---- | ------ |
| 32   | DF     |      | 유예찬 |

| 번호 | 포지션 | 국적 | 이름        |
| ---- | ------ | ---- | ----------- |
| 96   | GK     |      | 마르크 비토 |

## 역대 감독
| 감독              | 임기        |
| ----------------- | ----------- |
| 요시다 사토루     | 2011        |
| 미즈코시 준       | 2013        |
| 사쓰카와 노리히로 | 2017 ~ 2018 |
| 스기야마 고이치   | 2019        |